# THE BEST OF DETECTIVE CONAN 2 ～名侦探柯南 主题曲集2～
《THE BEST OF DETECTIVE CONAN 2 ~名侦探柯南 主题曲集2~》（日语：THE BEST OF DETECTIVE CONAN 2 〜名探偵コナン テーマ曲集2〜）是改编自日本漫画家青山刚昌原作《名侦探柯南》的同名电视动画《名偵探柯南》的第2张主題曲合辑，由B-Gram RECORDS于2003年12月10日发行。

## 專輯概述
- 此專輯為动画《名侦探柯南》第二张主题曲合集。
- 收录動畫第9-13首片头曲，第11-18首片尾曲，第5-7部劇場版主題曲（其中一首曲目与电视版片尾曲重複），共15首。
- 首发限量版所附赠的DVD内收录有本作收录乐曲所使用的片头动画（日语：オープニングアニメーション）、片尾动画（日语：エンディングアニメーション）无字幕版（另外《always》仅有劇場版主題曲的版本，没有收录片尾曲版）。

## 收录曲目
| 曲序 | 曲目                                        |                  | 作曲        | 编曲                                | 歌手           | 时长 |
| ---- | ------------------------------------------- | ---------------- | ----------- | ----------------------------------- | -------------- | ---- |
| 1.   | always                                      | 倉木麻衣         | 大野愛果    | Cybersound                          | 倉木麻衣       | 4:09 |
| 2.   | Everlasting                                 | 稻葉浩志         | 松本孝弘    | 松本孝弘 稻葉浩志 池田大介 德永曉人 | B'z            | 3:42 |
| 3.   | Time after time ～在落花紛飛的街道上～ （Time after time〜花舞う街で〜） | 倉木麻衣         | 大野愛果    | Cybersound                          | 倉木麻衣       | 4:03 |
| 4.   | destiny                                     | 麻越里美         | 間島和伸    | 清水俊也                            | 松橋未樹       | 4:15 |
| 5.   | Winter Bells                                | 德永晓人         | 德永晓人    | 倉木麻衣                            | 倉木麻衣       | 4:40 |
| 6.   | I can't stop my love for you♥               | 愛内里菜         | 川島美香    | 尾城九龍                            | 愛内里菜       | 4:20 |
| 7.   | 風的啦啦啦 （風のららら）                             | 倉木麻衣         | 春畑道哉    | Cybersound                          | 倉木麻衣       | 4:23 |
| 8.   | 直奔與你相約那溫柔的地方 （君と約束した優しいあの場所まで）               | 三枝夕夏         | 小澤正澄    | 小澤正澄                            | 三枝夕夏 IN db | 4:53 |
| 9.   | Start in my life                            | 倉木麻衣         | 大野愛果    | Cybersound                          | 倉木麻衣       | 5:10 |
| 10.  | 在這湛藍的地球上 （青い青いこの地球に）                       | 上原杏美 AZUKI七 | 大野愛果    | 尾城九龍                            | 上原杏美       | 3:52 |
| 11.  | 夢醒之後 （夢みたあとで）                               | AZUKI七          | 中村由利    | 古井弘人                            | GARNET CROW    | 5:02 |
| 12.  | 無色                                        | 上原杏美         | K's letters | 德永曉人                            | 上原杏美       | 4:15 |
| 13.  | Overture                                    | 稻葉浩志         | 稻葉浩志    | 稻葉浩志 池田大介                   | 稻葉浩志       | 4:20 |
| 14.  | 夢見明日 （） （倫敦數位修復版）            | 坂井泉水         | 大野愛果    | 小林哲                              | ZARD           | 4:36 |
| 15.  | 以你為名的光芒 （）                         | AZUKI七          | 中村由利    | 古井弘人                            | GARNET CROW    | 5:12 |

## 註解
1. ↑  劇場版M5《名偵探柯南：往天國的倒數計時》主題曲；同時也是12th片尾曲（2001/05/14～2001/08/20）
2. ↑  劇場版M6《名偵探柯南：貝克街的亡靈》主題曲
3. ↑  劇場版M7《名偵探柯南：迷宮的十字路》主題曲
4. ↑  9th片头曲（2001/04/23～2001/11/19）
5. ↑  10th片头曲（2001/11/26～2002/03/04）
6. ↑  11th片头曲（2002/03/11～2003/01/13）
7. ↑  12th片头曲（2003/01/20～2003/08/18）
8. ↑  13th片头曲（2003/08/25～2004/03/15）
9. ↑  11th片尾曲（2001/01/08～2001/05/07）
10. ↑  13th片尾曲（2001/08/27～2002/01/21）
11. ↑  14th片尾曲（2002/01/28～2002/07/22）
12. ↑  15th片尾曲（2002/07/29～2002/11/04）
13. ↑  16th片尾曲（2002/11/18～2003/01/20）
14. ↑  17th片尾曲（2003/01/27～2003/07/14）
15. ↑  18th片尾曲（2003/07/28～2004/02/02）